# Tony Grinham
Tony Grinham (Sandwell, 26 aprile 1967) è un batterista e compositore britannico, conosciuto principalmente per essere stato un membro fondatore dei Threshold, nonché come turnista.

## Biografia
Cresciuto a Londra, ha iniziato a suonare la batteria all'età di 12 anni, ascoltando band di genere rock progressivo. 
Nel 1990 fu uno dei fondatori della band Threshold.
Dopo aver abbandonato la band nel 1993, e aver inciso un album da solista, dal 1998 ha iniziato anche a comporre anche musica per l'uso in film e nelle serie televisive, nonché per spot pubblicitari.
Dal 1993 è membro della band di Peter Gee, bassista dei Pendragon.

## Discografia

### Solista
- 1993 - SI Magazine Compilation

### Con i Threshold
- 1992 – Wounded Land

### Collaborazioni
- 1993 - The Heart of David - Peter Gee
- 2022 -  Seconde Chance - Glenda Collins